# تذكر يا قلبي
تذكر يا قلبي هو مسلسل تركي عرض في شهر سبتمبر 2015 علي قناه ستار تي في التركية. من بطولة جوكتشا بهادر، أونور صايلاك وأنجين أوزتورك وعدد حلقات 13 ويعتبر هو أول بطولة مطلقة للنجم انجين اوزتورك.

## قصة المسلسل
تدور احداث المسلسل حول «جونول» التي تركتها امها منذ صغرها في الميتم ولم يعترف والدها بها والتي عاشت طفولة قاسية ونشأت بصعوبة لكن الحياه جعلت منها امرأه قوية وصلبة، لا تُهزَم بسهولة وتتطوع لتصبح ممرضة وتقع في حب الطبيب تكين صاحب المستشفى التي تعمل بها ولكن تكتشف عنه اشياء كثيرة وتكشف عن وجهه المظلم لتهرب منه وتقابل يوسف الذي لا يعرف انها ابنة ألد اعدائه ولكن كان قد احب جونول، فيما بعد تعاني جونول التي فقدت هويتها وفقدت كل شيء والتي تعيش في كذبه كبيرة مع رجل لا تتذكره ولا تحبه وتبحث عن حبها القديم.

## الشخصيات والممثلين
| الشخصية | الممثل          |
| جونول   | جوكتشا بهادر    |
| يوسف    | أنجين أوزتورك   |
| تكين    | أونور صايلاك    |
| فيغان   | سيلين اوزتورك   |
| خديجة   | ليلي غورمين     |
| حلمي    | شاهيت جوك       |
| شرمين   | بيريهان اولنجان |
| نيشي    | بيجكيم كارافوش  |
| سلمي    | سيزين اكباش     |
| اوزلام  | اوزكان تيكديمير |
| لالي    | بيرين شاكر      |
| علي     | تورغول توليك    |
| ايلين   | ايزجي تومبول    |
| كورشات  | علي ايبين       |
| ------- | --------------- |

## نجاح المسلسل خارج تركيا
بالرغم من ان المسلسل لم يحقق النجاح الكافي في تركيا وقد حصل علي نسب مشاهده قليلة الا ان تم بيع المسلسل لعدة دول متعده مثل فنزويلا، الأرجنتين، اسبانيا، بورتريكو، اليونان وعُرِض المسلسل على قناه تيلموندو الأمريكية إضافة الي عرضة على مواقع الانترنت العربية للترجمة.

## روابط خارجية
- تذكر يا قلبي على موقع IMDb (الإنجليزية)
- تذكر يا قلبي على موقع نتفليكس (الإنجليزية)
- تذكر يا قلبي على موقع كينوبويسك (الروسية)
- تذكر يا قلبي على موقع قاعدة بيانات الفيلم (الإنجليزية)